# Vadstena manufakturer
Vadstena Manufaktur eller Wadstena Fabrik var ett linneväveri för damastvävning vars verksamhet var igång redan i slutet av 1700-talet. Verksamheten startade 1778 i slottet och bedrevs fram till 1843. I huvudsak hade man tillverkning, men därmed blev man också en utbildningsplats för vävargesäller. Många av de vävare som senare blev verksamma i Norrköpings verkstäder och väverier fick sin utbildning i Vadstena. Bland andra kan nämnas Gustaf Hellgren (troligen endast d.ä.) från Hellgrens linneväveri i Örebro som också fick sin gesällutbildning i Vadstena.
Av de alster man producerade finns en del bevarade och kan identifieras genom den invävning av "Wadstena Fabrik" samt ett nummer för vilken vävstol som använts. Invävningen var mer regel än undantag, till skillnad från många andra väverier som inte signerade sina alster. Numreringen skedde i syfte att förenkla årsredovisningen av försålda varor till hallrätten, vars uppgift var att kontrollera att inga utländska varor såldes på marknaden.
Genom skråväsendets system med lärlingar, gesäll och mästare kom mönstertraditionen att konserveras, mönstren överlämnades till den yngre generationen och blev egentligen otidsenliga rent stilmässigt. Å andra sidan ville kundkretsen beställa de mönster man sett på andra håll och bidrog till att damastmönstren levde kvar länge. I praktiken kom de svenska linneväverierna att väva i huvudsak tyska mönster, företrädesvis från Kurfurstendömet Sachsen, med viss "försvenskning" vid kopieringen av mönstren som anses omisskännlig.
Vävstolarna var så kallade simpelvävstolar, vilka fordrade en dragsven till assistans för att dra mönstertrådarna. Troligen införde de aldrig jacquardmaskiner såsom man gjort på kontinenten. Möjligen kan de haft jacquardutrustning monterad i ett senare skede.
Verksamheten är i viss mån kartlagd av den textilhistoriskt intresserade journalisten och skribenten Elisabeth Thorman som kom att följa Carl Widlunds arbeten nära.